# Gavin Williamson
Gavin Alexander Williamson (25 de junio de 1976) es un político británico que en la actualidad es Secretario de Estado para la Educación desde julio de 2019 en el gabinete de Boris Johnson. Miembro del Partido Conservador, ha sido miembro de parlamento (MP) por South Staffordshire desde las elecciones generales de 2010. Williamson sirvió como Secretario de Estado para la Defensa desde 2017 hasta 2019. El 1 de mayo de 2019 fue despedido como secretario de defensa después de una filtración del Consejo de Seguridad Nacional; Williamson ha negado que filtró la información.
Williamson sirvió en el Segundo Gobierno de Cameron como Secretario Parlamentario Privado de Patrick McLoughlin, el Secretario de Estado para el Transport antes de convertirse en Secretario Parlamentario Privado al Primer Ministro en octubre de 2013. Desde el 14 de julio de 2016 hasta el 2 de noviembre de 2017, sirvió como Jefe del grupo parlamentario en el Primer Gobierno de May.